# 우국생
우국생은 국순당이 2010년 4월 29일 신규출시한 막걸리이다. 사용된 특허기술로는 냉장유통 발효 제어기술(등록번호10-0936994) 이 있고, 생막걸리 최초로 밀폐캡을 적용하였다. 우국생은 2010년 8월 27일 남아프리카공화국 케이프타운에서 개최된 세계 최대 규모의 식품과학기술학술대회인 IUFoST(International Union of Food Science & Technology)의 제품 및 프로세스 혁신 분야에서 글로벌 푸드 어워즈(Global Food Awards)로 한국 식품으로는 처음 선정됐다.
이는 세계 최대 규모의 식품과학연합학술대회에서 우국생 발효제어기술을 인정받은 것이다.(글로벌 푸드 발전 가능성을 제시할 수 있는 향, 질감, 맛과 적용 기술력을 중점 평가)
2011년에는 전국 최초로 술 품질인증을 받았고, 2011년 대전 국제소믈리에 페스티벌에서 막걸리 1위를 하였다.

## 용량/도수
- 750ml /6도

## 영양성분
- 1회 섭취량 (100ml 기준)
  - 열량 42kcal-한 병(750ml)에 310kcal로 약 쌀 한 공기(200g)에 해당하는 열량이다.
  - 식이섬유 2g-1일 권장량의 60%이며 딸기 70개 토마토 10개에 해당하는 양이다.
  - 지방(트랜스지방) 0g
  - 당류 0g
  - 나트륨 0g

## 재료
백미(국내산)100%, 감초

## 유통기한
맛,품질 유지기한은 냉장10˚C에서 30일

## 우국생 유산균
- Lactobasilus plantarum(L.plantarum) 락토바실러스 플란타룸[7]
- Lactobasilus brevis(L. brevis) 락토 바실러스 브레비스[8]

- Weisella ciberia(W. ciberia) 바이셀라 사이베이라
- 김치나 생막걸리 내 유산균은 일반적으로 식물성 유산균이다. 식물성 유산균은 유당이 아닌 일반적인 당류(포도당,설탕)를 기질로 하며, 일반적으로 산에 대한 내성이 강하고 장까지 살아서 갈 확률이 높은 편이다. 그래서 유기산을 많이 생성하므로 신맛이 강하다. 우국생에 포함된 유산균은 잘익은 김치 300~500g 수준이다.

## 광고
- 2010년 황정음, 유세윤, 장동민, 유상무 광고링크[9]
- 2011년 조여정, 성동일 광고링크[10]

## 원가
2010년 상반기 : 886원
2010년 하반기 : 866원

2011년 상반기 : 830원

## 출시일자
2010년 4월 27일 유통
2010년 4월 29일 출시

## 판매고
2010년 4월 출시 후 10개월 만에 2000만 병의 판매고를 올림.